# Сеножете (Лашко)
Сеножете (словен. Senožete) — поселення в общині Лашко, Савинський регіон, Словенія. Висота над рівнем моря: 441,3 м.